# Xavier Edwards
Xavier James Edwards (Mineola, Nueva York, 9 de agosto de 1999), más conocido como Xavier Edwards, es un jugador profesional estadounidense de béisbol que se desempeña en la posición de campocorto en Miami Marlins, equipo de las Grandes Ligas de Béisbol (MLB).

## Carrera
En 2023, Edwards hizo su debut en la MLB con el equipo Miami Marlins, donde lleva jugando dos temporadas.